# Daljam
Daljam (cyr. Даљам) – wieś w Czarnogórze, w gminie Danilovgrad. W 2011 roku liczyła 241 mieszkańców.